# Skyline SL-222
Skyline SL-222 — украинский двухместный вертолёт производства компании ООО КБ «Горизонт-12», г. Киев. Лёгкий вертолёт разработан в соответствии с АП-27 (FAR-27), удовлетворяет требованиям к вертолётам категории «А» – двухмоторный, с возможностью продолжения полёта на одном двигателе. Срок выполнения заказа — от 4 до 5 месяцев.

## ЛТХ
На вертолете установлен трёхцилиндровый двухтактный поршневой двигатель жидкостного охлаждения, работающий на автомобильном бензине с октановым числом не менее 95.
Дальность полета: 550 км за 3,5 часа. Расход горючего: 23 литра при скорости 160 км/ч.
Масса пустого вертолета — 377 кг, его можно транспортировать на небольшом автоприцепе для легкового автомобиля и этот же прицеп использовать как мобильную взлетно-посадочную площадку.

### Характеристики двигателя Hirth H37-Е
- Тип: трёхцилиндровый двухтактный
- Объём: 939 см³
- Ход поршня: 69 мм
- Диаметр цилиндра: 76 мм
- Мощность: 90,6 л.с. при 5200 об/мин
- Крутящий момент: 123 Нм при 5000 об/мин
- Формирование смеси: инжектор
- Система зажигания: управляется компьютером
- Мощность генератора: 250 Вт, 12 В
- Охлаждение: водяное
- Вес: 45 кг
- Пусковое устройство: электрический стартер
- Направление вращения: против часовой стрелки при виде на выходной вал
- Система смазки: автоматическая
- Масло для двухтактных двигателей: автомобильное масло для двухтактных двигателей
- Топливо: бензин А-95 или выше.

## Сравнение с аналогами
| Модель                | Страна    | Мощность, л.с. | Максимальная взлетная масса, кг | Максимальная скорость, км/ч | Дальность полёта, км | Цена, тысяч дол. США                         |
| --------------------- | --------- | -------------- | ------------------------------- | --------------------------- | -------------------- | -------------------------------------------- |
| «Беркут-М»            | Россия    | 1 х 150        | 830                             | 185                         | 820                  | 200                                          |
| Skyline SL-222        | Украина   | 2 х 90         | 637                             | 194                         | 550                  | 149                                          |
| Skyline SL-231        | Украина   | 1 х 210        | 882                             | 209                         | 600                  | 195                                          |
| АК1-3 «Слава»         | Украина   | 1 х 156        | 650                             | 186                         | 350                  | 150                                          |
| Safari 400            | Канада    | 1 х 180        | 725                             | 160                         | 400                  | 150 (цена набора для самостоятельной сборки) |
| Syton AH130           | Италия    | 1 х 130        | 580                             | 190                         | н/д                  | 247                                          |
| DF Helicopters DF334  | Италия    | 1 х 115        | 500                             | 150                         | 300                  | н/д                                          |
| CH-7 Kompress Charlie | Италия    | 1 х 115        | 450                             | 190                         | 480                  | 115 (цена набора для самостоятельной сборки) |
| Robinson R22          | США       | 1 х 131        | 635                             | 190                         | 385                  | 258                                          |
| Rotorway A600 Talon   | США       | 1 х 167        | 680                             | 185                         | 320                  | 98 (цена набора для самостоятельной сборки)  |
| Sikorsky S-300        | США       | 1 х 190        | 930                             | 176                         | 325                  | 350                                          |
| Eagle Helicycle       | США       | 1 х 150        | 386                             | 177                         | 257                  | 38.5                                         |
| Guimbal Cabri G2      | Франция   | 1 х 145        | 700                             | 185                         | 700                  | 375                                          |
| Cicaré CH-12          | Аргентина | 1 х 180        | 700                             | 205                         | н/д                  | н/д                                          |

## Эксплуатанты
- Украина